# Chandra Sturrup
Chandra Sturrup (Nassau, 12 de setembro de 1971) é uma velocista campeã olímpica e mundial bahamense.
Especialista nos 100 m, Chandra é a recordista bahamense para esta prova, com o tempo de 10s84 conseguido em Lausanne, na Suiça, em julho de 2005. Ela tem uma longa e bem sucedida carreira e participou de quase todos os grandes eventos internacionais desde 1991, como Pan-Americanos, Mundiais e Jogos Olímpicos, após o nascimento de seu primeiro e único filho. Ganhando sua primeira medalha de nível mundial, uma prata no revezamento 4x100 m, nos Jogos de Atlanta 1996, coroou sua carreira com uma medalha de ouro olímpica em Sydney 2000.
No Campeonato Mundial de Atletismo de 1999, em Sevilha, integrou o revezamento 4x100 m  com Savatheda Fynes, Pauline Davis-Thompson e Debbie Ferguson, que conquistou o ouro em 41s92, a melhor marca do mundo naquele ano. Esta vitória inédita deu às bahamenses o título de ""Golden Girls".
Em Sydney, ela obteve uma conquista ainda superior. Com as mesmas companheiras, integrou o 4X100 m que ganhou o ouro olímpico, derrotando as equipes dos EUA e da Jamaica. De volta ao país, foram recebidas com seis dias de festas e desfiles, além de recompensas financeiras e concessão de terras, uma área com 20 mil m² com vista para o mar, avaliadas em US$ 400 mil cada, dadas pelo governo. O Banco Central das Bahamas cunhou uma moeda de ouro comemorativa em homenagem à vitória.
Em 2009, aos 37 anos, Chandra ainda conquistou uma medalha de prata no Campeonato Mundial disputado em Berlim, integrando mais uma vez o revezamento 4X100 m, ao lado de sua companheira de títulos mundiais e olímpicos Debbie Ferguson-McKenzie, Christine Amertil e uma atleta da nova geração de velocistas do país, Sheniqua Ferguson.